# Галеево (Костромская область)
Галеево — опустевшая деревня в Солигаличском муниципальном округе Костромской области. Входит в состав Солигаличского сельского поселения

## География
Находится в северо-западной части Костромской области на расстоянии приблизительно 19 км на северо-восток по прямой от города Солигалич, административного центра района.

## История
В 1872 году здесь было отмечено 8 дворов, в 1907 году—12. До 2018 года входила в состав Куземинского сельского поселения.

## Население
Постоянное население составляло 66 человек (1872 год), 60 (1897), 75 (1907), 3 в 2002 году (русские 100 %), 0 в 2022.